# Oriol Romeu
Oriol Romeu Vidal (Ulldecona, 24 september 1991) is een Spaanse voetballer die doorgaans speelt als middenvelder. Hij stroomde door vanuit de jeugdopleiding van FC Barcelona. 

## Clubcarrière
Romeu begon bij het lokale CF Ulldecona en stapte in 2001 over naar de jeugd van RCD Espanyol. In 2004 maakte hij op negenjarige leeftijd de switch naar FC Barcelona’s jeugdopleiding. Onder Pep Guardiola debuteerde hij in het eerste elftal in een vriendschappelijke wedstrijd tegen Kazma Sporting Club en werd hij opgenomen in de selectie voor de FIFA Club World Cup 2009 in Abu Dhabi.
Op 14 augustus 2010 maakte Romeu zijn officiële debuut voor Barcelona in de Supercopa de España-uitwedstrijd tegen Sevilla (3–1 verlies). Zijn eerste optreden in La Liga volgde op 15 mei 2011, thuis tegen Deportivo de La Coruña (0–0).
In de zomer van 2011 tekende Romeu bij Chelsea. Hij debuteerde op 10 september 2011 tegen Sunderland en scoorde zijn eerste doelpunt voor de club op 25 september 2012 in de League Cup tegen Wolverhampton Wanderers. Daarna volgden uitleenbeurten aan Valencia (2013/14) en VfB Stuttgart (2014/15).
In augustus 2015 vertrok hij naar Southampton, voor een naar verluidt bedrag van circa £5 miljoen. Na zeven seizoenen in Engeland sloot hij zich op 1 september 2022 aan bij Girona.
Op 19 juli 2023 keerde Romeu terug naar FC Barcelona, waar hij een contract tekende tot medio 2026.

## Clubstatistieken
| Seizoen | Club            | Competitie         | Duels | Goals |
| ------- | --------------- | ------------------ | ----- | ----- |
| 2008/09 | Barça Atlètic   | Segunda División B | 5     | 0     |
| 2009/10 | Barça Atlètic   | Segunda División B | 22    | 0     |
| 2010    | Barça Atlètic   | Promotieplay-offs  | 4     | 0     |
| 2010/11 | FC Barcelona    | Primera División   | 1     | 0     |
| 2010/11 | Barça Atlètic   | Segunda División A | 18    | 1     |
| 2011/12 | Chelsea         | Premier League     | 16    | 0     |
| 2012/13 | Chelsea         | Premier League     | 6     | 0     |
| 2013/14 | → Valencia      | Primera División   | 13    | 0     |
| 2014/15 | → VfB Stuttgart | Bundesliga         | 27    | 0     |
| 2015/16 | Southampton     | Premier League     | 29    | 1     |
| 2016/17 | Southampton     | Premier League     | 35    | 1     |
| 2017/18 | Southampton     | Premier League     | 34    | 1     |
| 2018/19 | Southampton     | Premier League     | 31    | 1     |
| 2019/20 | Southampton     | Premier League     | 30    | 0     |
| 2020/21 | Southampton     | Premier League     | 21    | 1     |
| 2021/22 | Southampton     | Premier League     | 36    | 2     |
| 2022/23 | Southampton     | Premier League     | 1     | 0     |
| 2022/23 | Girona          | Primera División   | 33    | 2     |
| Totaal  | Totaal          | Totaal             | 362   | 10    |

## Interlandcarrière
In mei 2008 behoorde Romeu tot de Spaanse selectie dat het EK onder-17 in Turkije won.
In de zomer van 2009 nam hij deel aan het EK onder-19 in Oekraïne. Oriol startte in alle wedstrijden van het Spaanse elftal, dat in de groepsfase werd uitgeschakeld, in de basis.
In september 2009 behoorde hij tot de Spaanse selectie voor het WK onder-20 in Egypte. Oriol speelde 2 van de 4 wedstrijden (de eerste 2 wedstrijden was hij geschorst) van het Spaanse elftal, dat in de achtste finales werd uitgeschakeld door Italië. Hij nam met het Spaans olympisch voetbalelftal onder leiding van bondscoach Luis Milla deel aan de Olympische Spelen van 2012 in Londen.

## Erelijst
| Competitie            |              |              |              |              |
| Competitie            | Aantal       | Jaren        |              |              |
| FC Barcelona          | FC Barcelona | FC Barcelona | FC Barcelona | FC Barcelona |
| --------------------- | ------------ | ------------ | ------------ | ------------ |
| Primera División      | 1x           | 2010/11      |              |              |
| Supercopa             | 1x           | 2010         |              |              |
| Chelsea               |              |              |              |              |
| UEFA Champions League | 1x           | 2011/12      |              |              |
| UEFA Europa League    | 1x           | 2012/13      |              |              |
| FA Cup                | 1x           | 2011/12      |              |              |
| Spanje -17            |              |              |              |              |
| Europees kampioen -17 | 1x           | 2008         |              |              |

1 J. García ·
1 Ter Stegen · 
3 Baldé ·
4 Araújo ·
5 Cubarsí ·
6 Gavi ·
7 Torres ·
8 Pedri ·
9 Lewandowski ·
10 Yamal ·
11 Raphinha ·
13 Peña ·
14 Rashford ·
15 Christensen ·
16 Fermín ·
17 Casadó ·
18 Romeu ·
19 Bardghji ·
20 Olmo ·
21 De Jong ·
23 Koundé ·
24 E. García ·
25 Szczęsny ·
27 Dro ·
28 Bernal ·
29 Toni ·
32 Fort ·
31 Kochen ·
35 Martín ·
Torrents ·
41 Guillermo ·
Coach: Flick
· Assistent-coach: Sorg
· Assistent-coach: Tapalović
· Assistent-coach: Westermann
· Keeperstrainer: De La Fuente
1 De Gea ·
2 Azpilicueta ·
3 Domínguez ·
4 J. Martínez ·
5 I. Martínez ·
6 Alba ·
7 Adrián ·
8 Muniain ·
9 Rodrigo ·
10 Mata ·
11 Koke ·
12 Montoya ·
13 Botía ·
14 Romeu ·
15 Isco ·
16 Tello · 
17 Herrera ·
18 Mariño ·
Coach: Milla